# Grand Prix Formule 1 van Canada 1981
De Grand Prix Formule 1 van Canada 1981 werd gehouden op 27 september 1981 in Montreal.

## Uitslag
| Positie | Nummer | Rijder                 | Team           | Ronden | Tijd/Opgave | Startplaats | Punten |
| ------- | ------ | ---------------------- | -------------- | ------ | ----------- | ----------- | ------ |
| 1       | 26     | Jacques Laffite        | Ligier-Matra   | 63     | 2:01:25.20  | 10          | 9      |
| 2       | 7      | John Watson            | McLaren-Ford   | 63     | + 6.23      | 9           | 6      |
| 3       | 27     | Gilles Villeneuve      | Ferrari        | 63     | + 1:50.27   | 11          | 4      |
| 4       | 23     | Bruno Giacomelli       | Alfa Romeo     | 62     | + 1 Ronde   | 15          | 3      |
| 5       | 5      | Nelson Piquet          | Brabham-Ford   | 62     | + 1 Ronde   | 1           | 2      |
| 6       | 11     | Elio de Angelis        | Lotus-Ford     | 62     | + 1 Ronde   | 7           | 1      |
| 7       | 22     | Mario Andretti         | Alfa Romeo     | 62     | + 1 Ronde   | 16          |        |
| 8       | 17     | Derek Daly             | March-Ford     | 61     | + 2 Rondes  | 20          |        |
| 9       | 33     | Marc Surer             | Theodore-Ford  | 61     | + 2 Rondes  | 19          |        |
| 10      | 2      | Carlos Reutemann       | Williams-Ford  | 60     | + 3 Rondes  | 2           |        |
| 11      | 4      | Michele Alboreto       | Tyrrell-Ford   | 59     | + 4 Rondes  | 22          |        |
| 12      | 3      | Eddie Cheever          | Tyrrell-Ford   | 56     | Motor       | 14          |        |
| NF      | 8      | Andrea de Cesaris      | McLaren-Ford   | 51     | Spin        | 13          |        |
| NF      | 15     | Alain Prost            | Renault        | 48     | Botsing     | 4           |        |
| NF      | 12     | Nigel Mansell          | Lotus-Ford     | 45     | Botsing     | 5           |        |
| NF      | 9      | Slim Borgudd           | ATS-Ford       | 40     | Spin        | 21          |        |
| NF      | 6      | Héctor Rebaque         | Brabham-Ford   | 35     | Spin        | 6           |        |
| NF      | 32     | Jean-Pierre Jarier     | Osella-Ford    | 26     | Botsing     | 23          |        |
| NF      | 1      | Alan Jones             | Williams-Ford  | 24     | Handling    | 3           |        |
| NF      | 28     | Didier Pironi          | Ferrari        | 24     | Ontsteking  | 12          |        |
| NF      | 14     | Eliseo Salazar         | Ensign-Ford    | 8      | Spin        | 24          |        |
| NF      | 25     | Patrick Tambay         | Ligier-Matra   | 6      | Spin        | 17          |        |
| NF      | 29     | Riccardo Patrese       | Arrows-Ford    | 6      | Spin        | 18          |        |
| NF      | 16     | René Arnoux            | Renault        | 0      | Botsing     | 8           |        |
| NQ      | 20     | Keke Rosberg           | Fittpaldi-Ford |        |             |             |        |
| NQ      | 21     | Chico Serra            | Fittpaldi-Ford |        |             |             |        |
| NQ      | 35     | Brian Henton           | Toleman-Hart   |        |             |             |        |
| NQ      | 30     | Jacques Villeneuve Sr. | Arrows-Ford    |        |             |             |        |
| NQ      | 36     | Derek Warwick          | Toleman-Hart   |        |             |             |        |
| NQ      | 31     | Beppe Gabbiani         | Osella-Ford    |        |             |             |        |

## Statistieken
| Pole-position | Nelson Piquet | Brabham-Ford | 1:29.211 |
| Snelste ronde | John Watson   | McLaren-Ford | 1:49.475 |

## Noot
- Dit was het debuut van de Canadese coureur Jacques Villeneuve, sr. - de broer van Gilles Villeneuve. Daarmee waren de gebroeders Villeneuve het derde broederpaar in eenzelfde race in de Formule 1 - na de broers Fittipaldi en Scheckter, respectievelijk.
- Honderdste Grand Prix-start voor een Mexicaanse coureur.
- Dit was de derde snelste ronde voor John Watson en de eerste sinds de Grote Prijs van Oostenrijk van 1977 - 64 Grands Prix ervóór. Hiermee vestigde Watson een nieuw record voor de grootste tijdspanne tussen twee snelste rondes in. Hij verbrak het oude 'record' van Carlos Reutemann (61), gevestigd tijdens de Grote Prijs van Brazilië van 1978.

1967 · 1968 · 1969 · 1970 · 1971 · 1972 · 1973 · 1974 · 1976 · 1977 · 1978 · 1979 · 1980 · 1981 · 1982 · 1983 · 1984 · 1985 · 1986 · 1988 · 1989 · 1990 · 1991 · 1992 · 1993 · 1994 · 1995 · 1996 · 1997 · 1998 · 1999 · 2000 · 2001 · 2002 · 2003 · 2004 · 2005 · 2006 · 2007 · 2008 · 2010 · 2011 · 2012 · 2013 · 2014 · 2015 · 2016 · 2017 · 2018 · 2019 · 2022 · 2023 · 2024 · 2025 · 2026 · 2027 · 2028 · 2029